# Dème de Pamvótida
Le dème de Pamvótida, en grec moderne : Δήμος Παμβώτιδος / Dímos Pamvótidos, est un ancien dème du district régional d'Ioánnina, en Épire, Grèce. En 2010, il est fusionné au sein du dème d'Ioánnina.
Selon le recensement de 2011, la population du dème compte 10 468 habitants.